# Rudgea cordata
Rudgea cordata är en måreväxtart som beskrevs av Huber. Rudgea cordata ingår i släktet Rudgea och familjen måreväxter. Inga underarter finns listade i Catalogue of Life.